# ニッセイ・ウェルス生命保険
ニッセイ・ウェルス生命保険株式会社（ニッセイ・ウェルスせいめいほけん）は、日本生命グループに属する生命保険会社である。旧・平和生命保険が前身で、エトナヘイワ生命保険、マスミューチュアル生命保険を経て現在に至る。
2018年3月2日に日本生命との経営統合で合意し、5月31日付で日本生命の子会社となり、2019年1月1日に現商号に変更した。

## 概要
- 商号：ニッセイ・ウェルス生命保険株式会社
- 本社：
  - 東京本社 東京都品川区大崎2丁目1番1号
  - 福岡本社 福岡県福岡市中央区渡辺通 2丁目1番82号
- 資本金：480億円（資本準備金174億81百万円含む）（2017年3月末現在）
- 総資産：2兆7,769億35百万円（2017年3月期）
- 保険料収入：3,214億55百万円（2017年3月期）
- 従業員数：426名（2017年3月末現在）
- 代表者：代表取締役社長  井本 満

## 沿革
- 1907年 - 横浜生命保険株式会社の営業を開始[5]
- 1935年 - 板谷生命保険株式会社に社名変更[5]
- 1947年 - 平和生命保険株式会社を発足[5]
- 1999年 - 米国エトナ・グループの一員に[5]
- 2000年 - エトナヘイワ生命保険株式会社に社名変更[5]
- 2001年 - 米国マスミューチュアル・フィナンシャル・グループの一員になり、マスミューチュアル生命保険株式会社に社名変更[5]
- 2007年 - 創業百周年[5]
- 2015年 - 福岡本社設立[5]
- 2018年 - 日本生命の子会社となる
- 2019年 - 現商号に変更